# Sullivan's Crossing
Sullivan's Crossing är en kanadensisk dramaserie vars första säsong hade premiär i mars 2023. Första säsongen bestod av 10 avsnitt. Serien har blivit förnyad med en andra säsong och även med en tredje. Serien, som är skapad av Roma Roth som även medverkat i skrivandet av seriens manus, är baserad på Robyn Carrs roman med samma namn.
I Sverige släpptes säsong 1 och 2 på TV4 under sommaren 2024.

## Handling
Serien kretsar kring Maggie Sullivan som är en framgångsrik neurokirurg. Hon blir dock anklagad för försummelse och tvingas lämna Boston för att återvända till Sullivan's Crossing på landet.

## Rollista i urval
- Morgan Kohan - Maggie Sullivan
- Chad Michael Murray - Cal Jones
- Tom Jackson - Frank Cranebear
- Andrea Menard - Edna Cranebear
- Scott Patterson - Harry 'Sully' Sullivan
- Lynda Boyd - Phoebe Lancaster
- Allan Hawco - Andrew Mathews
- Amalia Williamson - Lola Gunderson
- Peter Outerbridge - Walter
- Dakota Taylor - Rafe Vadas
- Lauren Hammersley - Connie Boyle
- Reid Price - Rob
- Lindura - Sydney Shandon